# Tour of Qatar 2005
Il Tour of Qatar 2005, quarta edizione della corsa, si svolse dal 31 gennaio al 4 febbraio su un percorso di 826 km ripartiti in 5 tappe. Fu vinto dal danese Lars Michaelsen del Team CSC davanti al suo connazionale Matti Breschel e all'italiano Fabrizio Guidi.

## Tappe
| Tappa  | Data       | Percorso                                   | km    | Vincitore di tappa | Leader cl. generale |
| ------ | ---------- | ------------------------------------------ | ----- | ------------------ | ------------------- |
| 1ª     | 31 gennaio | Al Khor Corniche > Doha                    | 143   | Tom Boonen         | Tom Boonen          |
| 2ª     | 1 febbraio | Camel Race Track > Qatar Olympic Committee | 167,5 | Tom Boonen         | Tom Boonen          |
| 3ª     | 2 febbraio | Al Wakra > Al Khor Corniche                | 194   | Lars Michaelsen    | Lars Michaelsen     |
| 4ª     | 3 febbraio | Al Zubarah > Doha                          | 169   | Mario Cipollini    | Lars Michaelsen     |
| 5ª     | 4 febbraio | Sealine Beach Resort > Doha                | 153   | Robbie McEwen      | Lars Michaelsen     |
| Totale | Totale     | Totale                                     | 826   |                    |                     |

## Dettagli delle tappe

### 1ª tappa
- 31 gennaio: Al Khor Corniche > Doha – 143 km

| Pos. | Corridore       | Squadra    | Tempo    |
| ---- | --------------- | ---------- | -------- |
| 1    | Tom Boonen      | Quick Step | 3h45'17" |
| 2    | Mario Cipollini | Liquigas   | s.t.     |
| 3    | Robert Hunter   | Phonak     | s.t.     |

| Pos. | Corridore       | Squadra    | Tempo    |
| ---- | --------------- | ---------- | -------- |
| 1    | Tom Boonen      | Quick Step | 3h45'07" |
| 2    | Mario Cipollini | Liquigas   | a 4"     |
| 3    | Robert Hunter   | Phonak     | s.t.     |

### 2ª tappa
- 1 febbraio: Camel Race Track > Qatar Olympic Committee – 167,5 km

| Pos. | Corridore      | Squadra    | Tempo    |
| ---- | -------------- | ---------- | -------- |
| 1    | Tom Boonen     | Quick Step | 3h59'52" |
| 2    | Fabrizio Guidi | Phonak     | s.t.     |
| 3    | Robbie McEwen  | Davitamon  | s.t.     |

| Pos. | Corridore      | Squadra    | Tempo    |
| ---- | -------------- | ---------- | -------- |
| 1    | Tom Boonen     | Quick Step | 7h44'49" |
| 2    | Robert Hunter  | Phonak     | a 14"    |
| 3    | Fabrizio Guidi | Phonak     | s.t.     |

### 3ª tappa
- 2 febbraio: Al Wakra > Al Khor Corniche – 194 km

| Pos. | Corridore         | Squadra  | Tempo    |
| ---- | ----------------- | -------- | -------- |
| 1    | Lars Michaelsen   | Team CSC | 4h05'28" |
| 2    | Matti Breschel    | Team CSC | a 2"     |
| 3    | Marcus Ljungqvist | Liquigas | a 1'20"  |

| Pos. | Corridore       | Squadra  | Tempo     |
| ---- | --------------- | -------- | --------- |
| 1    | Lars Michaelsen | Team CSC | 11h50'23" |
| 2    | Matti Breschel  | Team CSC | a 1'14"   |
| 3    | Fabrizio Guidi  | Phonak   | a 1'28"   |

### 4ª tappa
- 3 febbraio: Al Zubarah > Doha – 169 km

| Pos. | Corridore       | Squadra    | Tempo    |
| ---- | --------------- | ---------- | -------- |
| 1    | Mario Cipollini | Liquigas   | 3h31'37" |
| 2    | Tom Boonen      | Quick Step | s.t.     |
| 3    | Aart Vierhouten | Davitamon  | s.t.     |

| Pos. | Corridore       | Squadra  | Tempo     |
| ---- | --------------- | -------- | --------- |
| 1    | Lars Michaelsen | Team CSC | 15h22'00" |
| 2    | Matti Breschel  | Team CSC | a 1'14"   |
| 3    | Fabrizio Guidi  | Phonak   | a 1'28"   |

### 5ª tappa
- 4 febbraio: Sealine Beach Resort > Doha – 153 km

| Pos. | Corridore      | Squadra    | Tempo    |
| ---- | -------------- | ---------- | -------- |
| 1    | Robbie McEwen  | Davitamon  | 3h08'06" |
| 2    | Alexandre Usov | AG2R       | s.t.     |
| 3    | Tom Boonen     | Quick Step | s.t.     |

| Pos. | Corridore       | Squadra  | Tempo     |
| ---- | --------------- | -------- | --------- |
| 1    | Lars Michaelsen | Team CSC | 18h30'06" |
| 2    | Matti Breschel  | Team CSC | a 1'14"   |
| 3    | Fabrizio Guidi  | Phonak   | a 1'28"   |

## Classifiche finali

### Classifica generale
| Pos. | Corridore            | Squadra                 | Tempo     |
| ---- | -------------------- | ----------------------- | --------- |
| 1    | Lars Michaelsen      | Team CSC                | 18h30'06" |
| 2    | Matti Breschel       | Team CSC                | a 1'14"   |
| 3    | Fabrizio Guidi       | Phonak Hearing Systems  | a 1'28"   |
| 4    | Tom Boonen           | Quick Step-Innergetic   | a 5'17"   |
| 5    | Maarten Tjallingii   | Marco Polo Cycling Team | a 5'43"   |
| 6    | Thomas Bruun Eriksen | Team CSC                | a 8'50"   |
| 7    | Giovanni Lombardi    | Team CSC                | s.t.      |
| 8    | Magnus Bäckstedt     | Liquigas-Bianchi        | a 12'24"  |
| 9    | Manuel Quinziato     | Saunier Duval-Prodir    | a 12'30"  |
| 10   | Marco Bos            | Shimano-Memory Corp     | a 32'06"  |